# Il Capriccio

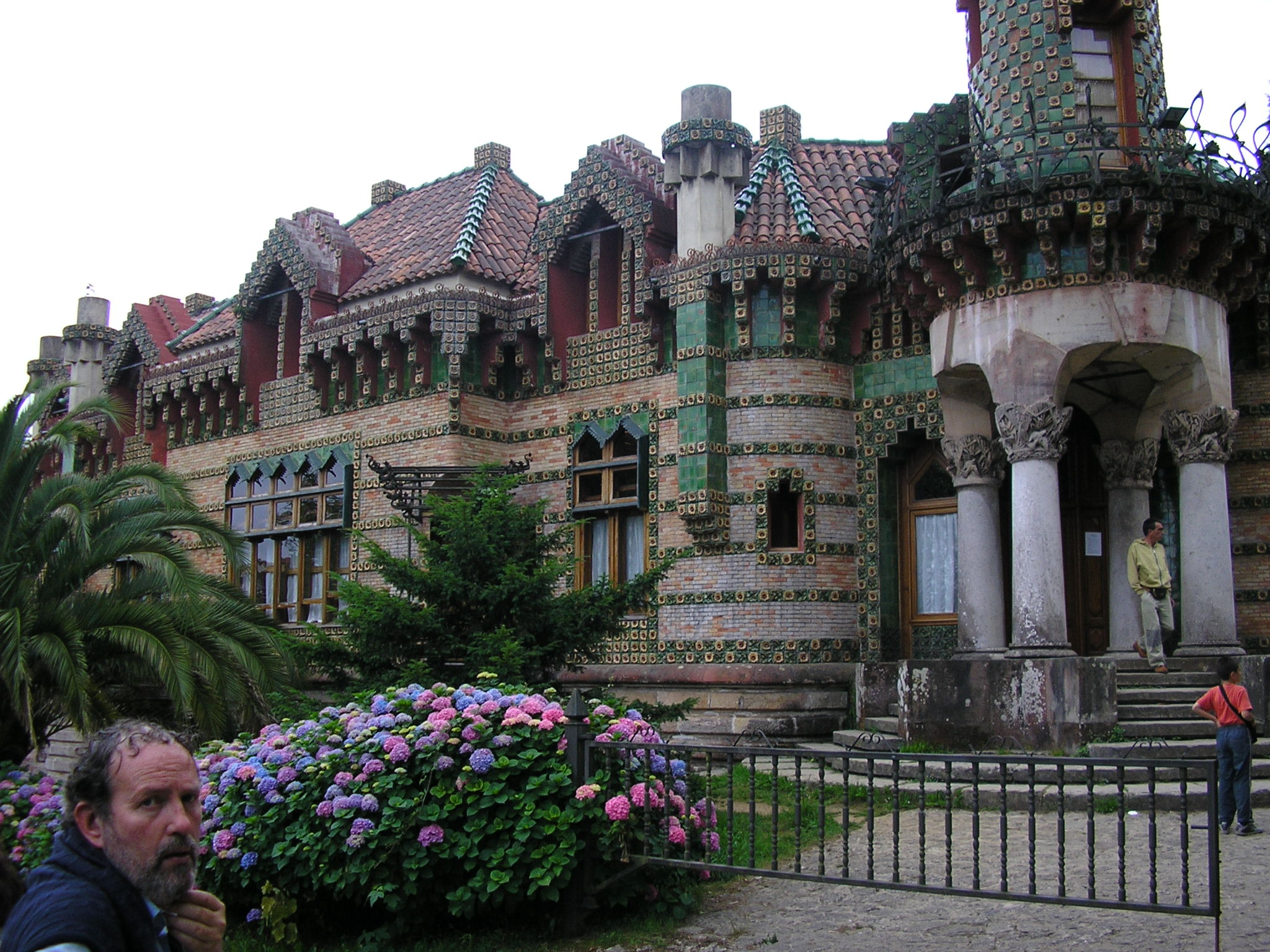
Il capriccio di Gaudí, visto da sinistra

Il Capriccio (El Capricho) è un edificio progettato nel 1883 dall'architetto catalano Antoni Gaudí e costruito sotto la direzione dell'architetto Cristóbal Cascante nella località cantabrica di Comillas. Il suo vero nome è Villa Quijano, ma gli fu attribuito il nome Capriccio, tenendo conto della passione per la musica di Máximo Díaz de Quijano (era un musicista dilettante), committente della villa e cognato del marchese di Comillas.

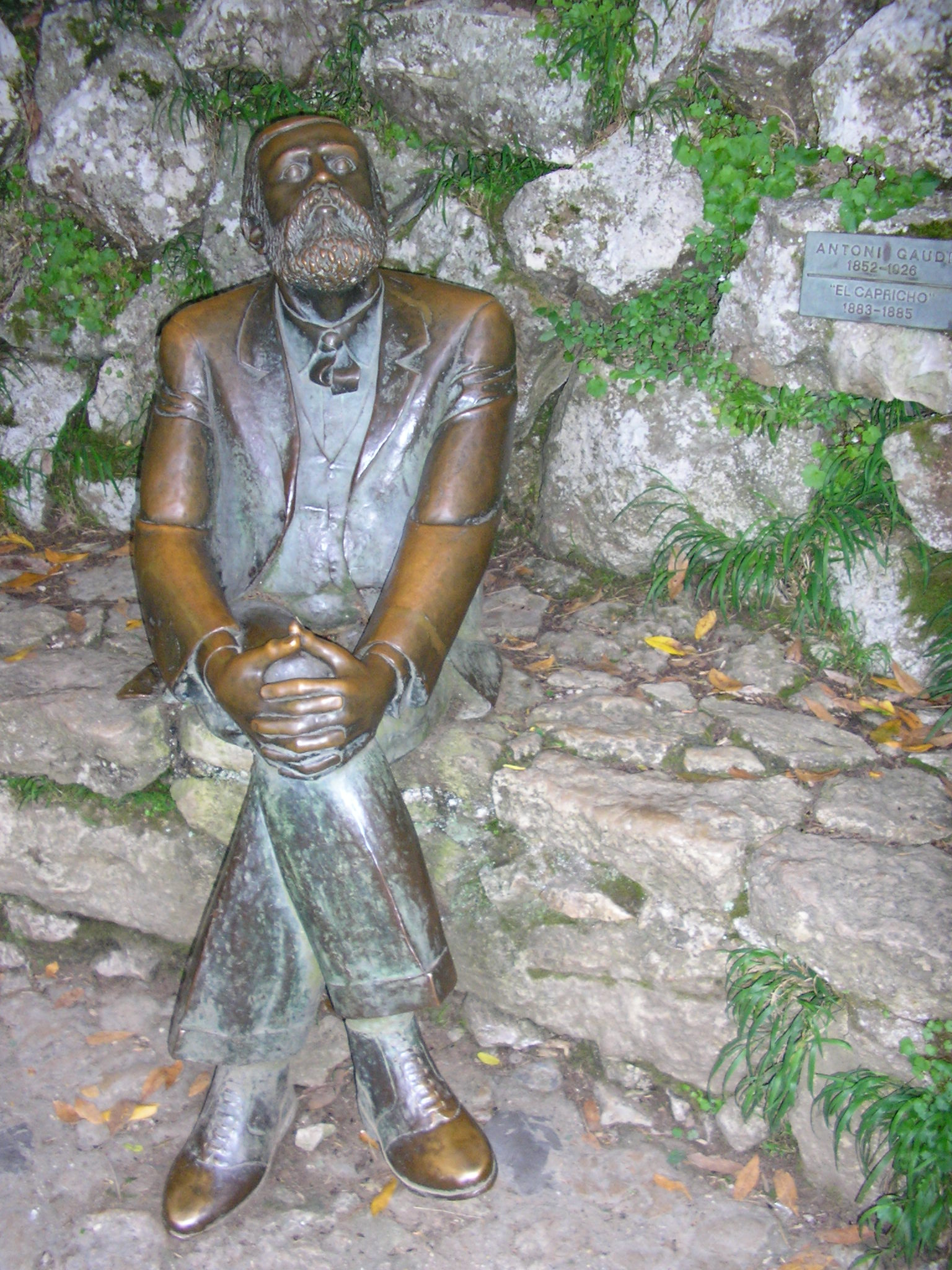
Statua di Gaudí raffigurato mentre osserva il risultato ottenuto con il suo Capriccio

La pianta dell'edificio fu concepita in modo che le attività quotidiane seguissero gli spostamenti del sole. L'artista stabilì infatti che gli spazi destinati alle attività mattutine fossero orientati verso sud, mentre quelli occupati nel pomeriggio fossero orientati verso ponente. In questo l'architetto riprende il comportamento dei girasoli che ruotano verso il sole. Girasoli che ritornano spessissimo tra gli elementi decorativi.
Il pian terreno fu adibito ad abitazione, mentre il sottotetto, raggiungibile tramite due scale a chiocciola, all'uso dei domestici. Il seminterrato era adibito a cantina e deposito delle carrozze.
Nella struttura spiccano le colonne del portico e la torre cilindrica dalle sembianze di albero. L'influenza araba e mudéjar è un tratto caratteristico della prima epoca architettonica di Antoni Gaudí ed è qui testimoniata dalla mescolanza di materiali quali pietra, mattoni, ceramica, coppi e ferro. Grazie alla mescolanza di questi materiali sorse una facciata estremamente dinamica e variopinta, dove l'orizzontalità trasmessa dalle strisce di piastrelle in ceramica è contrapposta alla verticalità dei modiglioni della cornice e soprattutto dall'alta e slanciata torre-belvedere.
Per la decorazione degli elementi in ferro battuto prevalgono forme naturali nonché evocazioni del linguaggio musicale, come la chiave di sol.